# Томпсон Тауншип (округ Фултон, Пенсільванія)
Томпсон Тауншип (англ. Thompson Township) — селище (англ. township) в США, в окрузі Фултон штату Пенсільванія. Населення — 1029 осіб (2020).

## Демографія
Згідно з переписом 2010 року, у селищі мешкало 1098 осіб у 433 домогосподарствах у складі 333 родин. Було 497 помешкань
Расовий склад населення:
| - 99,0 % — білих - 0,3 % — корінних американців |

До двох чи більше рас належало 0,6 %. Частка іспаномовних становила 0,5 % від усіх жителів.
За віковим діапазоном населення розподілялося таким чином: 22,6 % — особи молодші 18 років, 61,6 % — особи у віці 18—64 років, 15,8 % — особи у віці 65 років та старші. Медіана віку мешканця становила 43,8 року. На 100 осіб жіночої статі у селищі припадало 108,0 чоловіків;  на 100 жінок у віці від 18 років та старших — 106,3 чоловіків також старших 18 років.
Середній дохід на одне домашнє господарство  становив 59 695 доларів США (медіана — 49 464), а середній дохід на одну сім'ю — 70 071 долар (медіана — 61 339). Медіана доходів становила 42 321 долар для чоловіків та 31 528 доларів для жінок. За межею бідності перебувало 6,8 % осіб, у тому числі 5,0 % дітей у віці до 18 років та 6,0 % осіб у віці 65 років та старших.
Цивільне працевлаштоване населення становило 527 осіб. Основні галузі зайнятості: освіта, охорона здоров'я та соціальна допомога — 15,9 %, роздрібна торгівля — 13,3 %, будівництво — 10,2 %, публічна адміністрація — 8,5 %.